# Szász Emese
Szász Emese Judit (Budapest, 1982. szeptember 7. –) olimpiai bajnok, világ- és Európa-bajnoki ezüstérmes magyar párbajtőrvívó.

## Pályafutása
Először úszni kezdett, de azt saját elmondása szerint nem szerette, így másik sportágat választott, a párbajtőr mellett döntött, amit 10 éves kora óta űz. 16 évre rá jutott ki első olimpiájára, a 2008-as pekingi nyári játékokra.
1998-ban a venezuelai junior vb-n a 32-ig jutott egyéniben, csapatban első lett. A junior Eb-n az egyéni versenyben ezüstérmes volt. Csapatban hatodikként végzett. 1999-ben a junior vb-n egyéniben 15., csapatban második volt. A junior Eb-n a nyolcig jutott, csapatban ötödik lett. Az egyéni ob-n ötödik helyen végzett. 2000-ben csapatban a junior Eb-n bronzérmes, a junior vb-n negyedik lett. 2001-ben a junior vb-n egyéniben 15., csapatban hatodik volt. A junior Európa-bajnokságon csapatban második helyezést ért el. Az universiadén csapatban 12. lett. Az ob-n és a csb-n egyaránt második helyen végzett. 2002-ben negyedik volt csapatban a junior vb-n. Az év végén megnyerte a csapatbajnokságot.
2004-ben 17. volt az Európa-bajnokságon, csapatban ezüstérmet szerzett. Az országos bajnokságon első lett. 2005-ben az Európa-bajnokságon 17. helyen végzett, csapatban negyedik volt. A világbajnokságon egyéniben 44., csapatban második volt. Az ob-n ötödik, a csb-n harmadik helyen végzett. Az universiadén a 16 között esett ki. 2006-ban a kontinensbajnokságon egyéniben 39., csapatban második volt (Nagy Tímea, Szász Emese, Hormay Adrienn, Tóth Hajnalka). A vb-n egyéniben harmadik, csapatban ötödik lett. A következő évben az Eb-n egyéniben ötödik, csapatban (Nagy Tímea, Szász Emese, Hormay Adrienn, Mincza-Nébald Ildikó) második helyen zárt. A vb-n 18., csapatban ötödik lett. Az ob-n első volt. Az universiadén a nyolc közé jutott. 2008-ban a csapat-világbajnokságon nyolcadik volt. Az Eb-n vádlisérülése miatt nem indult. A 2008-as pekingi olimpián a legjobb 16 között esett ki, miután kikapott az orosz Ljubov Sutovától 15-12-re. Az ob-n megvédte bajnoki címét.
2009-ben az Eb-n egyéniben és csapatban ötödik volt. A világbajnokságon tizedik, csapatban hetedik helyen végzett. Ebben az éven a Vasasba igazolt. A csb-n második volt. A következő évben az Európa-bajnokságon egyéniben 19., csapatban hetedik volt. A vb-n egyéniben ezüstérmet szerzett, csapatban kilencedik lett. A magyar bajnokságon egyéniben és csapatban is első helyen végzett. 2011-ben az Eb-n 17., csapatban hatodik volt. A világbajnokságon könyök fájdalmai akadályozták a jó szereplésben, így egyéniben a 33., csapatban a 10. helyen zárt. 2011. decemberében porcleválás miatt műteni kellett a könyökét. 2012 áprilisában Pozsonyban megszerezte az olimpiai kvótát. Az Eb-n egyéniben 26., csapatban hetedik volt. Az ötkarikás játékokon egyéniben az első körben kikapott koreai ellenfelétől és kiesett.
A 2013-as Európa-bajnokságon egyéniben és csapatban (Antal, Budai, Révész) is bronzérmet szerzett. A budapesti világbajnokságon egyéniben kikapott az észt Julia Beljajevától 13–14-re, így bronzérmet szerzett. 2014-ben az Eb-n egyéniben és csapatban is ötödik helyezést ért el. A világbajnokság egyéni versenyében szintén ötödik, csapatban negyedik volt. A 2015-ös Európa-bajnokságon egyéniben bronzérmet, csapatban hatodik helyezést szerzett. A világbajnokságon egyéniben a 9. helyen végzett. A 2016-os Európa-bajnokságon egyéniben harmadik, csapatban (Révész, Budai, Kun) negyedik lett.
Élete legnagyobb eredményét a Rio de Janeiróban rendezett 2016. évi nyári olimpiai játékokon érte el. Az egész verseny során végig magabiztosan vívó Szász a döntőben került először komoly hátrányba, ott azonban 7–11-es vesztes állásból sikerült fordítania a kétszeres világbajnok olasz Rossella Fiamingo ellen. 15–13-as győzelmével ő szerezte meg a magyar olimpiai csapat első aranyérmét a játékokon.
A 2017-es Európa-bajnokságon egyéniben bronzérmet, csapatban kilencedik helyezést szerzett.
Gyermekei megszületése után 2020 márciusában indult először versenyen. 2021 áprilisában végleg eldőlt, hogy címvédőként nem lesz ott a tokiói olimpián, miután az olimpiai kvalifikációs versenyre nem őt, hanem Kun Annát nevezte a Magyar Vívószövetség elnöksége.
2021 júniusában a Vasas vívószakosztályának társelnöke lett. 2021 decemberében befejezte a sportpályafutását.

## Magánélete
2016 októberében ment férjhez. 2019. augusztus 20-án ikrei születtek.

## Díjai, elismerései
- Az év magyar vívója (2010, 2013, 2014,[23] 2015,[24] 2016[25])
- A Magyar Érdemrend tisztikeresztje (2016)
- Zugló díszpolgára (2016)[26]
- Csik Ferenc-díj (2022)[27]